# クトゥルーの子供たち
クトゥルーの子供たち（クトゥルーのこどもたち）は、クトゥルフ神話作品の日本版作品集。2014年にエンターブレインが企画制作し、KADOKAWAから発行された。
アメリカ合衆国のホラー作家リン・カーターが執筆した、ムー大陸における邪神クトゥルーの子供たちにまつわる連作を中心にまとめている。
収録作は8作。
- 0:赤の供物（1982）
- 1:墳墓に棲みつくもの（1971）
- 2:奈落の底のもの（1980）
- 3:時代より（1975）
- 4:陳列室の恐怖（1976）
- 5:ウィンフィールドの遺産（1981）
- A:夢でたまたま（1988）
- B:悪魔と結びし者の魂（1996・ロバート・M・プライス）

## 沿革
クトゥルフ神話に関心を持っていたカーターは、ラヴクラフトの『永劫より』『墳丘の怪』に着目し、ラヴクラフトが書かなかったムー大陸の神々についての物語を執筆した。邪神ガタノソアを起点として、暗黒星ゾスから飛来したクトゥルフの一族の物語を神話化した。
この連作はゾスの神話Xothic legend cycleである。クトゥルフの故郷を暗黒星ゾスと新設定し、クトゥルフ一族の三兄弟「ガタノソア、イソグサ、ゾス＝オムモグ」を創ってキャラ付けした。作中では、太古の南太平洋で崇拝された信仰の資料をコープランド教授が集めてブレイン博士が整理したということになっている。
日本に入って来るまでに時間と変遷を経ているため、三段階に分けて解説する。

### ①シリーズ
『超時間の恐怖』（The Terror Out of Time）。シリーズ5作。内訳は、墳墓に棲みつくもの、時代より、陳列室の恐怖、奈落の底のもの、ウィンフィールドの遺産。最古の短編は1971年に、最新の短編は1981年に発表されている。このシリーズ名は、『超時間の影』のオマージュ名称でありクリフォード・M・エディJr.の作品集のタイトルでもある。

### ②短編集
『ゾス神話群』（Xothic Legend Cycle）。カーター没年の1997年に刊行された短編集。編集者はロバート・M・プライス。内訳は、赤の供物、墳墓に棲みつくもの、奈落の底のもの、時代より、陳列室の恐怖、ウィンフィールドの遺産、他9作。③の底本。

### ③日本版短編集
『クトゥルーの子供たち』（THE TERROR OUT OF TIME and OTHERS）。2014年にKADOKAWAエンダーブレインから刊行された、四六変形判ハードの単行本。翻訳と解説は立花圭一・森瀬繚。内訳8作品は、赤の供物、墳墓に棲みつくもの、奈落の底のもの、時代より、陳列室の恐怖、ウィンフィールドの遺産、夢でたまたま、悪魔と結びし者の魂。

### 後続作品への影響
1970年代の作品であるが、邦訳されず日本では長らく見過ごされており、2014年にようやく刊行された。リン・カーターの設定と言えば青心社文庫1・2巻収録の「既存の用語集」（1957年ごろ執筆、1989年邦訳刊行）とされ、知識がアップデートされていなかった。1957年時点の設定と、1976年執筆の本作品では、内容が大きく異なる。20年かけてカーターがアマからプロになっているので、スタンスが既存まとめから新創造へとシフトしている。
新設定が大量に追加されており、ほとんどがあらすじには関わらない小言及的なものだが、他作品への影響度合は非常に大きく、1980・90年代以降のTRPGなどでみられる設定の大部分が、本シリーズに準拠している。中でも特徴的な新設定としては、『陳列室の恐怖』にて無名祭祀書への記述が大幅に追加され、ウボ＝サスラが「地球を元の宇宙から今の太陽系に次元移動させてきた」とされたことや、グレートオールドワンに下位の小神カテゴリ「レッサーオールドワン」ができたことなどが挙げられる。後にカーターは、カーター版「ネクロノミコン」などを作り、体系化をさらに推し進めることになる。
サム・ジョンソンほかによるクトゥルフ神話TRPGのサプリメント『ミスカトニック大学』や、森瀬繚の解説書『ゲームシナリオのためのクトゥルー神話事典』の内容は、本作を踏まえて書かれている。

## 基本事項
ゾス三神
大いなるクトゥルーの子供たち。ムー大陸で信仰された。長兄ガタノソア、次兄イソグサ、末弟ゾス＝オムモグ。三兄弟の母はイダー＝ヤアー。イソグサとゾス＝オムモグには、白蛆ユッグが仕える。
初出は3『時代より』。クトゥルーとガタノソアはラヴクラフトが創造した。イダー＝ヤアーとイソグサとゾス＝オムモグはカーターが創造した。

サンボーン太平洋古代遺物研究所
カリフォルニア州サンティアゴにある研究施設。コープランド教授の遺贈物を管理する。ブレイン博士とホジキンスが所属する。
ミスカトニック大学
マサチューセッツ州アーカムの大学。ウィンフィールド・フィリップスなどが所属する。
ザントゥー
0、2の主人公。ムー大陸の人物。イソグサ神の大神官・魔術師。「ザントゥー石板」を遺した。
ハロルド・ハドリー・コープランド教授
1の主人公。太平洋考古学の碩学。オカルトに傾倒し、最終的に破滅する。1926年に死去。
ヘンリー・スティーヴンスン・ブレイン博士
3の主人公。サンボーン研究所の職員。
アーサー・ウィルコックス・ホジキンス
4の主人公。サンボーン研究所の職員。ブレイン博士の助手。1929年に29歳。
ウィンフィールド・フィリップス
5の主人公。ミスカトニック大学の職員。ラファム博士と共に『暗黒の儀式』の主人公。1936年に29歳。
アントン・ザルナック博士
A、Bの主人公。オカルト探偵。

## ０：赤の供物
『赤の供物』（あかのくもつ、原題：英: The Red Offering）。<Crypt of Cthulhu>7号（1982年聖ペテロの鎖の記念日号）に掲載された。このときは単に『供物』The Offeringというタイトルであったが、草稿から判明した原タイトルに戻された。
シリーズの前日譚。ムー大陸の人物ザントゥーを主人公とする。コープランド教授が見つけた古代の銘板「ザントゥー石板」第7石板を翻訳したものという体裁をとっている。

### 0あらすじ
私ザントゥーはイソグサの敬虔な信徒だ。ムーではガタノソア教団が権勢を震いイソグサ教団は滅亡しかけていた。幼い頃にイソグサから夢を受信した。その夢では「＜赤の供物＞を捧げるべし」という謎めいた言葉だった。大神官の座は長く空位になっており、私にはライバルも特にいなかったので、わりと早く出世はできたが、教団自体がボロボロなのでどうすれば大神官になれるかは自分でもわからなかった。古の召喚術師イラーンが所有した魔術アイテム＜黒の印章＞を手に入れることができれば認められるだろう。
ザントゥーには弟クスがいたが、陰性の兄とは対照的な人物であった。そして危険な旅は弟の力が必要不可欠であった。古都に到着。クスが酒場に出かけ、兄はシュブ＝ニグラスの地球最古の神殿の書庫に行く。イゴス文書の写本には、イラーンの弟子イゴスが師の最期と埋葬場所、そして黒の印章について記されていた。
冒険の末、2人は墓に到着。兄弟が木乃伊から＜黒の印章＞をもぎとろうとしていたところ、木乃伊が目を見開き、腕を動かしてクスの喉を締め上げる。恐怖の弟は兄に助けを求めるが、私はその隙に＜黒の印章＞を奪い取って距離をはなれる。弟は惨殺され、木乃伊は頂上的な力を失いチリと化した。
赤の供物を捧げたザントゥーの心は、大神官の座と処女イェーナは私のものであると、冷たくも苦い喜びに満ちていた。

### 0登場人物
- コープランド - 探検家。中央アジア遠征で死にかけて生還してザントゥー石板を手に入れ翻訳して小冊子を公開した。
- ザントゥー - 主人公。イソグサの信徒。大神官の野望を抱く。見栄えのしない風采。弟に強烈なコンプレックスがある。
- クス - ザントゥーの弟。長身イケメンでモテモテの勇者。
- イェーナ - 乙女。ザントゥーが恋焦がれている相手だが、彼女はクスに惚れている。
- イラーン - 古代の召喚術師。黒の印章を所持し、埋葬されてなお守護している。
- イゴス - 妖術師。イラーンの弟子。
- 黒の印章 - 魔術アイテム。外なるものども（ミ＝ゴ）がユゴスから持ってきた。

## １：墳墓に棲みつくもの
『墳墓に棲みつくもの』（ふんぼにすみつくもの、原題：英: The Dweller in the Tomb）。1971年にアーカムハウスの単行本『ダーク・シングス』にて発表された。
シリーズで本短編のみ先行して邦訳があり、国書刊行会の『真ク・リトル・リトル神話大系9』および『新編真ク・リトル・リトル神話大系5』に『墳墓の主』のタイトルで佐藤嗣二訳で収録されている。
初期タイトルは『窖の住人』The Inhabitant of the Cryptであったが、本タイトルで発表された。作者はシリーズに位置付ける際に『ザントゥー』に改題しようとしていたが、後を継いだプライスは改題せずに発表時のタイトルを維持することにした。またコープランドの物語がザントゥーというタイトルである理由として、コープランドがザントゥーであるからという真相に、クライマックスで至るようになっている。
クトゥルフ神話の原点は、言うまでもなくラヴクラフトの『クトゥルフの呼び声』であり、クトゥルフ神話作中においては、神クトゥルフが初めて学会で論じられたのは1908年の出来事であると、長らくされていた。しかしリン・カーターが執筆した本作品によって、1906年にコープランド教授がクトゥルフの論文を発表していたとされたために、史上初が更新された。
フランク・ベルナップ・ロングの『恐怖の山』にも登場した「ツァン高原」が舞台であり、作中でも『恐怖の山』の出来事への言及がある。さらに本作ではツァン高原とレン高原の関連が示唆される。
東雅夫は「神話大系の研究家でもあるカーターらしく、おなじみの固有名詞を嬉々として多用している作品」と解説している。

### 1物語・コープランド教授の生涯
- 1906年：論文『ポリネシア神話――クトゥルー神話大系における一考察』を発表。以後オカルトに傾向するようになる。
- 1911年：論文『「ポナペ経典」から考察した先史時代の太平洋海域』を発表。精神異常を疑われ、学会を追われる。
- 1913年：中央アジア探検に出かけるも、遭難。モンゴル-ロシア国境付近の砂丘にて、錯乱し餓死寸前の状態で発見される。
- 1916年：持ち帰った「ザントゥー石板」の「推測的な翻訳」を発表するも、大バッシングを受け、精神病院に収容される。
- 1926年：精神病院で死去。
- 1928年：コレクションがサンボーン研究所に遺贈される。ブレイン博士によって1913年の探検の日誌が公開される。

### 1物語・中央アジア探検隊の記録
1913年、コープランド教授は文献「ポナペ経典」や「無名祭祀書」を手掛かりに、神官ザントゥーの墳墓を発見すべく、中央アジア遠征隊を組織して出発する。しかし同志が疫病で死に、宿泊中に獣に水袋を切り裂かれて飲料水を失うなど、トラブルが続出する。現地ガイド達に反発され脱走者が相次ぐも、コープランドは禁断のツァン高原奥地から引き返すつもりはない。
40日を過ぎたころには、疲労により、正確な日付もわからなくなる。一行は城塞の幻覚あるいは蜃気楼を見るようになる。ガイドの一人が見た幻覚を、彼らは「ミ＝ゴだ！」と恐れて喚き出し、コープランドの命令をきかなくなる。寒さと乾燥に苛まれ、コープランドの意識も朦朧としてくるが、ザントゥーの通った道であると考えて決意を保つ。雪原に入り雪を食べることで渇きを克服するも、ミ＝ゴの襲撃に遭いガイド全員を失う。
独りとなったコープランドは、無名の山脈を登る。また飲料水の代替に、ミ＝ゴを射殺して血を飲む。今や奇怪な建造物の幻覚が昼夜なく見えるようになった。そしてついに、谷間に墓を発見する。コープランドは石蓋を開けて、ミイラと黒翡翠の銘板を見つける。同時に、どういうわけか、この場所をなじみ深いと思う。ミイラの顔を見たコープランドは、極限状態の思考によって、ザントゥーが己の前世であり、己は前世と同じ行動をなぞってこの場所へとやって来たということを悟る。

### 1登場人物
- ハロルド・ハドリー・コープランド教授 - 主人公。太平洋考古遺物研究の大家。古文献から神官ザントゥーの墳墓の位置を突き止め、遠征に赴く。オカルトに傾倒し、周囲からは精神異常を疑われつつある。
- 神官ザントゥー - ムー大陸の神イソグサの神官・魔術師。文献「ポナペ経典」には冒涜者として書かれている。
- エリントン - コープランドと共に探検隊を率いた人物。出発後すぐに病死したとされ、フルネームも人物像も不明。
- チャンポ＝ヤア -雇われた現地人ガイドたちのリーダー。ミ＝ゴの襲撃に遭い、消息不明になる。
- ブレイン博士 - サンボーン研究所の職員。コープランド教授の探検日誌を公開する。

### 1用語
- ダクパ - 現地ガイドたちの会話に出てくる語。墳墓を護る、食屍鬼のような存在らしい。ブータンのゾス語で「雷のもの」を意味する言葉。
- ミ＝ゴ - 熊よりも巨大な「雪男」。翼を持つ、甲殻類か爬虫類めいた怪物たち。隊を襲撃してくるが、コープランドには近づいてこない。血はねばねばした悪臭あるもの。
- ポナペ経典 - アーカムの貿易商アブナー・エゼキエル・ホーグ船長[注 5]が、18世紀にポナペから持ち帰った、ヤシの葉の皮紙製にムー大陸のナアカル語で記された古文書原本。および、英語の翻訳写本。ムー大陸の神ガタノソア崇拝の文献。この文献を元に、コープランドはザントゥーの墓の位置を突き止める。
- ザントゥー石板 - コープランドが、ザントゥーの墳墓で発見した、10枚の黒翡翠の銘板（次作品では12枚になっている）。生還したコープランドは「推測的な翻訳」を発表するが、糾弾され、狂人とみなされる。

## ２：奈落の底のもの
『奈落の底のもの』（ならくのそこのもの、原題：英: The Thing in the Pit）。1980年に刊行された作品集『Lost Worlds』に収録された。
コープランド教授が見つけた古代の銘板「ザントゥー石板」第9石板を翻訳したものという体裁をとっている。神官ザントゥーの視点から、旧神によるムー大陸の崩壊が描かれている。
もともとは『墳墓よりの石板』『奈落の底のもの』という2つの物語が構想されていたが、前者がほぼ本作品となり、後者は現代物を想定していたが割愛されて要素およびタイトルが本作品へと吸収された。

### 2あらすじ
ガタノソア教団の神官イマシュ＝モがムー大陸での権勢を確立してから数千年が経過した。イソグサ教団の大神官となったザントゥーは自分たちの教団の再起を図る。だが、ガタノソア教団はムー全土でガタノソア以外の信仰を禁ずることを宣言し、これを重く見たザントゥーは旧神に封印されているイソグサを解放することを決意する。
イエーの深淵にて、ザントゥーは、異種族ユッギャの長ウブを召喚し、ウブの仲間たちと協力して、旧神がイソグサに施した呪縛を解除する。ところが、ザントゥーは奈落の底から復活したイソグサの姿と大きさに驚き、取り返しのつかないことをしたことに恐れおののく。さらに邪神の復活を察知した旧神たちが天空のグリュ＝ヴォから来訪して攻撃を加え、ムーは崩壊し海に沈む。天変地異で人々が大混乱する中、ザントゥーは空中戦車で別の大陸へと逃れるが、邪神イソグサの恐怖を忘れることができなかった。

### 2登場人物
- 神官ザントゥー - 主人公・語り手。イソグサの大神官・魔術師。ムー最北のグスウ国のヌッコグ＝イン王のもと、弱体化した教団を率いる。
- 神官ヤア＝ソッボス - ガタノソアの大神官。クナア国のショモグ王を説き伏せて、九王国全域でガタノソア以外の信仰を禁ずる。
- 預言者ニッゴウム＝ゾグ - 人類以前の種族の、謎の預言者。文献「31の秘められしイエーの儀式」を記した。
- 神官イマシュ＝モ - 数千年前の、ガタノソアの大神官。『永劫より』の人物。クナア国のサボウ王を説き伏せて、ガタノソアの権威がクトゥルフを上回ると宣言させる。
- ガタノソア - ゾス三神の一。<山上の妖物>。ヤディス＝ゴー山の地下要塞に幽閉されている。
- イソグサ - ゾス三神の二。<深淵の忌まわしきもの>。イエーの深淵に封印されている。
- ウブ - ユッギャ種族の長。イソグサとゾス＝オムモグに仕え、封印を解こうとしている。
- 旧神 - グリュ＝ヴォ（ベテルギウス）に住まう。イソグサの復活を察知して攻撃を加え、ムーを崩壊させる。[注 6][注 7]

## ３：時代より
『時代より』（じだいより、原題：英: Out of the Ages）。1975年のアーカムハウスの単行本『Nameless Places』に収録された。
主人公であるブレイン博士の日記の抜粋という体裁をとる。コープランド教授の研究成果をブレイン博士が受け継いでいる。
当シリーズは、構想段階では2つの作品『スティーヴンスン・ブレインの書類』と『時代より』という構想であった。最終的に、前者は『陳列室の恐怖』として実現する。後者は、本作と同名だが、ブレイン自身が邪神像を現地から持ち帰るというものであった点が異なっている。
ゾス三神および母神イダー＝ヤアーの初出作品（クトゥルフの一族も参照）。またラヴクラフトの2作品『クトゥルフの呼び声』『永劫より』の後日談でもある。
タイトルは『永劫より』（Out of the Eons）を借用したオマージュであり、内容面でも18世紀パートが関連する。

### 3あらすじ・物語開始以前
ムー大陸は崩壊するが、ゾスの魔神たちは死ななかった。旧神の力によって昏睡しながらも生きながら得ており、夢のテレパシーで人間にも影響を及ぼすことができた。「旧神の印」は邪悪なる種族を退けるが、人間には効果がない。それゆえ、封印されている彼らは、人間を信者にすることで封印の門を開かせて解放されようと試みる。コープランド教授は、太平洋の海を隔てた地域同士で類似した神が信仰されている痕跡があることに着目し、クトゥルフの神話に取り憑かれる。
ポナペ沖では、濃霧の中で船舶が消失する事件が頻出していた。1922年には、漁船が「怪物ウミウシ」の群れに襲われるという怪事件が発生する。漁師たちは怪物の口で捕まえられて海に引きずり込まれ、40人以上が命を落とす。生存者も発狂しており「ふぐ!」「うぐ!」といった意味のない言葉や叫びをくり返すようになった。

### 3あらすじ・1928年
コープランド教授が精神病院で逝去した2年後の1928年、彼の収集したコレクションがサンティアゴのサンボーン研究所に遺贈され、ブレイン博士が整理を担当することになる。ブレイン博士は、ポナペで発見された「翡翠の小像」に注目する。続いてコープランド教授がムーの古代宗教、特にゾス三神に関心を持ち、禁断の文献を閲覧するために世界中の図書館や研究者とやり取りしていたことを知る。博士は教授の晩年の狂気に嫌気を覚えながら読み進め、資料の中には、航海士ヨハンセンの手記（クトゥルフの呼び声）や、新島浮上を報じる新聞記事（永劫より）、ポナペ沖で船舶に起こった事件（先述）もあった。コープランド教授は「ユッギャ」と記しており、注記参照を辿ると「ザントゥー石板」と「ネクロノミコン」に忌まわしい蟲ユッギャの記述が見つかる。
以降、ブレイン博士の精神状態は急激に悪化する。巨石建造物や異形の生物の悪夢に魘されるようになった博士は、悪夢の内容を記録に残すが、殴り書きや狂ったうわ言といった、読むに堪えないものとなる。ブレイン博士は夢遊病を発症し、夢うつつにユッギャの召喚呪文を唱えようとする。
8月3日の夜、海岸で発狂したブレイン博士が保護される。彼は紙に火をつけて、海へと投げ込んでいた。通りかかった警官により確保されるも、「ユッギャを目撃した」「翡翠像を壊せ。ホジキンスに伝えろ」と切迫しながら訴える。そのとき警官の一人は、謎の生物のような幻覚を見たとも報告する。ブレイン博士は精神病院に収容されるも、完全な神経衰弱に陥っており、「ゆっぐ!」という音を発するのみで一言も喋らない。彼はあの夜に何かを見たと信じ込んでおり、幾度も「自らの眼を潰そうとする」ために、病院側は強制的に拘束して自傷から護る。職場で後任となったホジキンスは、ブレイン博士の手記を入手して担当医に渡す。

### 3登場人物
ハロルド・ハドリー・コープランド教授
太平洋考古遺物研究の大家。前作の主人公。
太平洋に古代文明があったという思想に憑かれた結果、オカルトに傾倒し、最終的には精神病院で狂死する。ムー大陸とゾスの三神に最も関心を抱いていた。
ヘンリー・スティーヴンスン・ブレイン博士
主人公。サンボーン研究所の職員。コープランド教授の遺贈物を調べるうちに、悪夢にうなされるようになる。
コープランド教授とは私的な縁は全くないが、業績を深く尊敬する。『クトゥルフの呼び声』のエインジェル教授の教え子でもある。
アーサー・ウィルコックス・ホジキンス
ブレイン博士の助手。本作では脇役だが、次作では主人公となる。
ポナペの小像
高さ19インチ（48センチ）の翡翠像。旧支配者ゾス＝オムモグの偶像。コープランド遺贈物の中で、ブレイン博士が最も興味を抱いたもの。

### 3ゾスの神
- ガタノソア - ゾス三神の一。<山上の妖物>。ラヴクラフトの『永劫より』に詳しい。クトゥルフの子としたのは、リン・カーターによるアレンジである。
- イソグサ - ゾス三神の二。<深淵の忌まわしきもの>。
- ゾス＝オムモグ - ゾス三神の三。<深みにひそむもの>。マルサケス諸島の石造のティキ（英語版）の「ズォトモゴ」神と、カンボジアの溶岩石の浅浮彫の「ズモグ」神にみられ、8000キロ以上も海を隔てた2地域で、似た名前のほぼ同じ姿の神として伝わっている。
- ユッギャ - ユグとも。イソグサとゾス＝オムモグに仕える種族。白くぶよぶよしたワーム（蟲）。文献「ユッギャ賛歌」に召喚法が書かれている。

### 3関連項目
- トール・ヘイエルダール - ノルウェーの探検家。環太平洋地域の海を隔てた地域同士の文化の類似について、「古代人が海を渡ったからである」と主張し、1947年にペルーからポリネシアまで8000キロの海路を筏で横断してみせた。

## ４：陳列室の恐怖
『陳列室の恐怖』（ちんれつしつのきょうふ、原題：英: The Horror in the Gallery、旧題・「ゾス＝オムモグ」）。1976年のアンソロジー『The Disciples of Cthulhu』に収録された。
本作は、題名が二転三転しており、執筆当初は仮題『陳列室の恐怖』、改題されて『超時間の恐怖』The Terror Out of Timeとされ、1976年の発表時には『ゾス＝オムモグ』Zoth-Ommogになった後、最初のタイトルに戻った。中途タイトルの方は、最終的にシリーズのタイトルになった。
アメリカ大陸の西海岸のサンボーン研究所と東海岸のミスカトニック大学を往来する。未解決殺人事件の捜査ファイルという体裁をとっており、容疑者＝主人公ホジキンスの証言文書である。真実を知った主人公が、社会では信頼できない語り手とみなされる。
特に、ハワード・フィリップス・ラヴクラフトの『永劫より』と、オーガスト・ダーレスの『暗黒の儀式』の2作に大きく関連する。1929年を舞台としており、先行作家達の作品の後日談という設定で、作中では『ダニッチの怪』のアーミティッジ博士をはじめとする先行作家たちのキャラクターが多数登場する。

### 4あらすじ
1928-29年、カリフォルニア州サンボーン太平洋古代遺物研究所の職員ホジキンスは、ブレイン博士の休職に伴い、故コープランド教授の遺贈物整理の仕事を引き継ぐ。ホジキンスは悪夢にうなされるようになり、遺贈物の一つである「ポナペの小像」の危険性を察する。コープランド教授とブレイン博士の資料には、ネクロノミコンの指定箇所を参照するよう書付があった。
研究所の理事達は小像を一般公開しようと言い出す。ホジキンスは非公開にすべきと提言するが、理由がほぼ迷信なので根拠とならない。ホジキンスは東海岸のアーカムにあるミスカトニック大学に赴き、ネクロノミコンを閲覧する。ネクロノミコンには「旧支配者は偶像を仲介して影響力を及ぼす」「偶像は人間には壊せない」「旧神の印を使えば壊せるが、一つ間違えれば身を滅ぼす」と書かれていた。アーミティッジ博士は、ホジキンスに<旧き印>＝旧神の護り石を授ける。ホジキンスは新聞記事を通じてサンボーンで邪神像が一般公開されることを知り、急遽アーカムを発つ。
帰還したホジキンスは、早朝の研究所の陳列室で警備員の遺体を見つける。陳列室では邪神像が邪悪な波動を発しており、人外種族が一人、邪神像を崇めている。彼はホジキンスに気づくと拳銃を取り出し、ホジキンスはとっさに星石を投げつける。邪神像と星石がぶつかると、相殺し合うことで激しく消滅を起こし、さらにエネルギーの余波で稲妻が走り、人外種族を焼き尽くす。ホジキンスも気を失う。
ホジキンスは、警備員殺害・小像盗難・放火の容疑で逮捕され、精神病棟送りとなる。警察は小像の場所や放火の動機などを尋問するが、ホジキンスは人外種族の遺体について主張するばかりで、話がかみ合わない。結局、サンボーン陳列室で発生した殺人事件は未解決事件となり、ゴシップ新聞は「邪神像の呪い」として取り上げる。

### 4主な登場人物
ハロルド・ハドリー・コープランド教授
過去作の人物。考古学の権威であり、1926年に死去。コレクションと記述資料が、サンボーン研究所に遺贈される。遺贈物は「ポナペの小像」や無名祭祀書を含む。
ヘンリー・スティーヴンスン・ブレイン博士
サンボーン研究所の職員。前作の出来事で消耗して療養生活の身となる。ホジキンスに小像を一般公開しないように頼む。
『クトゥルフの呼び声』のエインジェル教授（1926年死去）の弟子にあたる。
アーサー・ウィルコックス・ホジキンス
主人公。29歳。サンボーン研究所の職員。悪夢にうなされ、邪神像の危険性を知る。最終的に邪神像破壊に成功するも、誰にも信じてもらえずバッドエンドを迎える。
ヘンリー・アーミティッジ博士
ミスカトニック大学の大博士。70歳以上。『ダニッチの怪』（1928年の事件）を経験している。ホジキンスにネクロノミコンの閲覧を許可し、さらに旧神の護り石を授ける。
セネカ・ラファム博士
ミスカトニック大学の人類学者。『暗黒の儀式』（1924年）を経験している。
ウィンフィールド・フィリップス
ラファム博士の助手の青年で、共に『暗黒の儀式』（1924年）を経験している。本作では脇役だが、次作では主人公となる。
エミリアーノ・ゴンザレス
サンボーン研究所の夜間警備員。60歳ほど。陳列室で撲殺される。
人外の崇拝者
陳列室で邪神像を崇めていた。夜警のゴンザレスを殺し、ホジキンスも殺そうとするが、邪神像消滅のエネルギーに巻き込まれて絶命する。死体は液状化し、火災の熱で完全に蒸発して消える。
ポナペの小像
高さ19インチ（48センチ）の翡翠像。旧支配者ゾス＝オムモグの偶像。海底のルルイエに眠るゾス＝オムモグが、夢思念を送るための中継器である。
無名祭祀書
初版本をコープランド教授が所有していた。ラヴクラフト＆ヘイゼル・ヒールド『[[[永劫より]]』でも重要アイテムとされている。

### 4関連項目
- ツタンカーメン、王家の呪い - 1920年代のカーナヴォン卿らの連続急死事件。作中で邪神像の呪いの引き合いに出されている。

## ５：ウィンフィールドの遺産
『ウィンフィールドの遺産』（ウィンフィールドのいさん、原題：英: The Winfield Heritance）。1981年にゼブラブックス版『ウィアード・テイルズ』3号に掲載された。
シリーズ最終作。オーガスト・ダーレスが創造して『暗黒の儀式』で語り手を務めたウィンフィールド・フィリップスが、主人公兼語り手となっており、堕ちてバッドエンドを迎える。
カーターの設定好き固有名詞好きは健在で、本作独自の特徴としては、魔道書に限らない、作中作小説をコレクションとして登場させているという点がある。ロバート・M・プライスは、書物を遺産として継承するという本作におけるテーマを、カーターがクトゥルフ神話の体系化において自ら果たしている役割と重ね合わせて魅力的に思っていたようだと解説している

### 5あらすじ・物語以前
- 昔：ハイラムが、ニューイングランドのウィンフィールド家を放逐され、カリフォルニアに移住する
- 1920年代：カリフォルニアのハッブルズ・フィールドの地下から、大量の人骨が発見される
- 1924年：『暗黒の儀式』
- 1927年：フィリップスとブライアンが親交を深める
- 1929年：『陳列室の恐怖』

ハイラム・ウィンフィールドは、生家に忌まれた黒魔術を用いて、大地の妖蛆ユッグと契約することで財を得る。また甥のウィンフィールド・フィリップスは、ボストンを訪れたおりに、同名のブライアン・ウィンフィールドと出会う。従兄弟と判明した2人は意気投合する。だがブライアンはトラブルに巻き込まれ、カリフォルニアに引っ越す。

### 5あらすじ・1936年
1936年6月、老ハイラムが死去する。フィリップスは、従弟のブライアンから、ハイラム叔父の死を伝えられ、葬儀に出るためにカリフォルニアに向かう。その際にラファム博士は、7年前の事件の当事者であるホジキンスの消息を調べてくるよう頼む。出迎えたブライアンは、自分とフィリップスの2人が遺産相続人に指名されているという遺言を伝える。
ハイラムの屋敷で、フィリップスとブライアンは、ホラー小説の貴重なコレクションを見つける。さらに隠し部屋からは禁断の文献が出てきたことで、フィリップスは叔父が一族を放逐された理由を理解し、かつて見つかった大量の白骨死体と叔父の資金源のうす暗い関連性を察する。さらに、地下への通路も見つけ、そこに転がる大量の貴金属を見て、疑惑は確信に変わる。そこに突然何かが現れ、ブライアンは絶叫を発して黒い水たまりの中に消える。
フィリップスは警察に通報するも、支離滅裂な狂人の証言とみなされるのみであった。主を失ったブライアンのアパートに身を寄せたフィリップスは、悪夢にうなされる。夢に現れるそいつは、<赤の供物>（生贄＝ブライアン）を捧げたのだから報酬を受け取れと囁き、フィリップスは自分は従弟を突き落としてなどいないと必死で抗弁する。ついに屈して堕ちたフィリップスは、もうミスカトニック大学に戻ることはないと述べて陳述書を記し、これを見た人物にラファム博士に郵送してほしいと付け加える。

### 5登場人物
ハイラム・ストークリイ（ウィンフィールド）
叔父。ニューイングランドのウィンフィールド家を放逐され、カリフォルニアで財を成した。屋敷の相続人に甥2人を指名する。
ウィンフィールド・フィリップス
主人公。母方がウィンフィールド家、父方がフィリップス家。1936年に29歳。
アーカムミスカトニック大学のラファム博士の助手。ハイラム叔父とは面識がなかったが、相続人に指名されていた。
ブライアン・ウィンフィールド
リチャード叔父の息子。フィリップスの従弟で、5歳年少。
サンティアゴの獣医。ハーバードの医学生時代にフィリップスと親しくなった。
ウォード・フィリップス師
『暗黒の儀式』の過去パートの人物。ウィンフィールド・フィリップスの父方の先祖。アーカムの牧師。
ハロルド・ハドリー・コープランド教授
過去作の人物。ハイラムから禁断の文献を購入しており、それらを含む研究資料がサンボーン研究所へと遺贈されている。
セネカ・ラファム博士
ミスカトニック大学の職員。フィリップスの上司であり、『暗黒の儀式』『陳列室の恐怖』を経験している。

### 5用語
「ハッブルズ・フィールド」
かつては活気ある町であったが、十数年前に大量の人骨が発見されたことで悪評が高まり、失業者が増えて廃れた。
インディアンのヒパウェイ族は、エ＝チョク＝タ（妖蛆の地）という名で呼ぶ。
ヒパウェイ族
架空のインディアン部族。ヨーロッパ人たちが来る前にカリフォルニアを治めていた。20世紀時点では山中に居住地がある。ハッブルズ・フィールドの地域を嫌い、近寄らない。
森瀬繚は、モチーフをオジブワ族と推定している。実在のオジブワ族は、ウェンディゴの悪霊伝説を伝えることで知られており、クトゥルフ神話においてはイタカと結び付けられる。
ユッグ
<大地の妖蛆>の異名をもつ、白蛆の種族。イソグサとゾス＝オムモグに仕える。長はウブ。『ユッギャ賛歌』という文献がある。封印されている邪神を解放するために、人間を買収して手先につけようとする。

## Ａ：夢でたまたま
『夢でたまたま』（ゆめでたまたま、原題：英: Perchance to Dreams）。<Crypt of Cthulhu>56号（1988年ルードマス号）に掲載された。
イソグサの邪神像を題材として、これまでのゾス神話の要約のような短編となっている。アントン・ザルナックが登場する。シリーズおよび原短編集には含まれておらず、日本語版単行本用に追加で選ばれた。

### Aあらすじ
パーカー・ウィンフィールドは、中国貿易に携わっていた祖父のがらくたを相続した。以来、奇妙な海底の悪夢に苛まれるようになる。かかりつけの医者は不摂生だろうと言うだけである。知人に相談したところ、ザルナック博士を紹介される。
パーカーはチャイナ・アレイのザルナック邸に赴き、奇人ザルナックに事情を説明する。
翌日、ザルナックがパーカー宅を訪れたとき、パーカーは憔悴し、悪夢に苛まれ酒で気を紛らわせていた。ザルナックがパーカーの骨董品の山を検分したところ、嫌な予感が的中した。ザルナックはイソグサ像を指し、部屋から出した方がいいと助言し、借り受ける。ザルナックは邪神像を持ち帰って検分し、五芒星の石を接触させる。
パーカーの悪夢は、黄金の閃光により中断した。目を覚ましたところ、ザルナックから電話があり、もう悪夢は見ないだろうことと、像を傷つけてしまったため返却できなくなったことを告げられる。パーカーは、コレクションは全部サンボーン研究所に寄贈すると答える。受話器を置いたザルナックがふと横を見ると、星石と邪神像は共にチリと化していた。

### A登場人物
- アントン・ザルナック - 住所はチャイナ・アレイ13番。ライバルはフー・マンチュー博士、友人はジュール・ド・グランダン博士。彼のネーミングはトーマス・カーナッキのもじりと推測されている。
- パーカー・ウィンフィールド - 資産家の青年。ウィンフィールド・フィリップスとは同姓だが無関係。
- ミュリエル・ヴァン・ヴェルト - 女史。名前のみ。
- ラム・シン - ザルナックの従僕。インドのラージプート（カーストの王侯・戦士階級）。特に活躍はない。
- ルーファス - パーカーの使用人。若い黒人男性。
- イソグサ - 邪神。ザントゥー石板と無名祭祀書に記載あり。

## Ｂ：悪魔と結びし者の魂
『悪魔と結びし者の魂』（あくまとむすびしもののたましい、原題：英: The Soul of the Devil-Bought）。ロバート・M・プライスによる短編。『Cthulhu Cults』1996年5号に掲載された。
カーターの『ウィンフィールドの遺産』の続きであり、シリーズの追加完結編を、別人が書いたもの。カーターが創造したザルナック博士を登場させて、前作のバッドエンドの続きを解決している。またウィンフィールド・フィリップスの初登場作品である『暗黒の儀式』に構成を似せている。プライスは聖書学者でもあり、作中には独自の見解が盛り込まれている。
前作『ウィンフィールドの遺産』は、本作のウィンフィールド・フィリップスが書いたものであるという、入れ子構造をとっている。ウィンフィールド・フィリップスは、ダーレス『暗黒の儀式』3章、カーター『陳列室の恐怖』、カーター『ウィンフィールドの遺産』に登場している人物である。ただし作者プライスは、『暗黒の儀式』の3章に不満があり、独自に『The Round Tower』（未訳）という作品に書き直している。1990年発表の『The Round Tower』にはウィンフィールド・フィリップスは登場せず、事件に関わらない。本作のフィリップスがどちらの世界線なのかについては、特に言及はない。
カーターが創造したザルナック博士は複数の作者が自作に登場させているが、邦訳作品は少ない。『エンサイクロペディア・クトゥルフ』には解説文がある。また『エンサイクロペディア・クトゥルフ』の邦訳されている第2版では、出来事が1929年と誤記されている。ザルナック博士は「東洋人地区」に住んでいるという設定で、カーターの『夢でたまたま』では東海岸ニューヨークであったが、本作では（移転も考慮して）西海岸サンフランシスコに設定されている。

### Bあらすじ・物語以前
- 1924年：『暗黒の儀式』1章「ビリントンの森」、2章「スティーブン・ベイツの手記」、3章「ウィンフィールド・フィリップスの物語」または『The Round Tower』
- 1929年：『陳列室の恐怖』
- 1936年：『ウィンフィールドの遺産』

### Bあらすじ・1937年ころ
サンボーン研究所が、故コープランド教授の日記を調べたところ、ハイラム・ストークリイから貴重文献を入手していたことが判明し、研究所は他にもあるかもしれないと期待する。ハイラムは死没して屋敷を甥2人が相続しており、（ゴシップによると）彼らはゲイカップルだが破局して現在ではウィンフィールド・フィリップス一人だけが屋敷に住んでいると噂されていた。
研究員であるジェイコブ・メイトランドは、ハイラム屋敷に赴き、インディアンとウィンフィールド・フィリップスに出迎えられる。メイトランドは残りの本を研究所に提供してくれるよう申し出ようとするも、フィリップスは逆に研究所から本を返却してもらおうとしていた。メイトランドは失態に手痛い思いをするも、フィリップスは「8年前のホジキンスの事件を蒸し返して、研究所に余計な世間の好奇を集めたくないだろう」と言う。結局、研究所の利害がイーブンになるよう、交渉は打ち切られて終わる。
一方、ミスカトニック大学のラファム博士のもとに、戻ってこないフィリップスから2通の手紙が届く。1通目は陳述書＝『ウィンフィールドの遺産』であり、2通目には「1通目は小説である」と書かれていた。ラファム博士は、フィリップスが危険なものに関わっていると察して、ザルナック博士に相談を持ち掛ける。
ザルナック博士はメイトランドに「絶対にフィリップスに書物を返却するな」と念押しする。続いてザルナック博士は、ラファム博士経由で知ったフィリップスの様子について説明する。そして、ハイラムが邪悪な企てを行っていると結論付け、ザルナック・シン・メイトランドの3人は、フィリップスの住むハイラム屋敷へ赴き、地下通路への入口を見つける。
実はハイラムは、死んだときに魂を白蛆ユッギャに移し、続いてウィンフィールド・フィリップスと魂を入れ替えることで、フィリップスを地下のユッギャの肉体に封じ込め、自身は地上でフィリップスとして振舞っていたのである。地下に入った3人は、おぞましいが大人しい白蛆ユッギャと、衰弱したブライアンを見つけ、ハイラムの企てを理解する。だがそこに、フィリップスの姿をしたハイラムと、エチョクタクスが現れる。エチョクタクスの銃撃でブライアンが殺され、メイトランドも被弾するも、シンがエチョクタクスをねじ伏せて倒す。また白蛆（フィリップス）は、フィリップス（ハイラム）に襲い掛かり、惨殺する。だがハイラムは間一髪で白蛆の肉体に戻り、ザルナックに催眠術をかけて次の転生体にすることを目論む。ザルナックは敗北しかけるも、シンの活躍により逆転勝利する。生き残った3人は屋敷に火を放つ。

### B登場人物・主人公たち
アントン・ザルナック博士
サンフランシスコの東洋人地区に在住。複数の博士号を持つ。ラファム博士とメイトランドから、別々に相談を持ち掛けられ、ハイラム屋敷へと赴く。
アクバル・シン
ザルナックの従僕。大柄でターバン姿のシク教徒。戦闘では大いに活躍する。
ジェイコブ・メイトランド
サンボーン研究所でポナペ経典を研究している大学院生。フィリップスからハイラムの蔵書を入手したいと考えている。

### B登場人物・ハッブルズ・フィールドのハイラム屋敷
ハイラム・ストークリイ
嫌われ者の隠遁者。ニューイングランド生まれの富豪だが、資金源は謎。コープランド教授に資料を提供していた。1936年に死没し、遺産相続人に甥2人を指名する。
ウィンフィールド・フィリップス
ハイラムの甥で、遺産を相続して屋敷に住んでいる。本籍はアーカムミスカトニック大学の研究者であるが、戻る様子がない。ラファム博士に2通の手紙を送っており、1通目は『ウィンフィールドの遺産』であり、2通目は「1通目は小説」と言い訳している。
「プライスの」ウィンフィールド・フィリップスである。そのため、1924年のビリントンの森の怪異を経験しているパターン（暗黒の儀式3章）と、経験していないパターン（The Round Tower）が有り得る。
ブライアン・ウィンフィールド
もう一人の遺産相続人であり、フィリップスの相方だが、消息不明。ゴシップでは、ゲイカップルの破局と噂されている。
エ＝チョク＝タクス（エチョクタクス）
フィリップスの従僕。老インディアン。主人からは「エチョクタクス」と呼ばれる。
ハッブルズ・フィールドの旧名である「エ＝チョク＝タ（妖蛆の地）」と酷似した名を名乗るインディアンというキャラクターであり、『暗黒の儀式』のクアミスに立ち位置が似ている。
白蛆ユッギャ
邪神の奉仕種族。長はウブ。古代には、ソロモン王に知識と富を与えて買収し、下僕とした。曰く、聖書時代のエルサレムはウブとヨグ＝ソトースの聖地であったという。

### B登場人物・その他
セネカ・ラファム博士
ミスカトニック大学の学者であり、フィリップスの上司。ザルナック博士に、フィリップスからの手紙を見せて、意見を求める。
ハロルド・ハドリー・コープランド教授
太平洋考古遺物研究の大家・オカルトかぶれ。ハイラムから書物を入手しており、収集物は没後にサンボーン研究所に遺贈されている。
アブド・アル＝ハズラット / Abd-al-Hazrat
「アル＝アジフ」を著した人物とされているアブドゥル・アルハザードを、プライスは本作でこのように表記している。「Abdul Alhazred」がアラビア語人名としては間違っていることは古くから指摘されており、プライスは訂正版を作品に盛り込んだ。
ジョン・ディー博士
ラヴクラフト作品およびクトゥルフ神話において、「ネクロノミコン」を16世紀に英訳したとされている人物。
本作においてザルナックは、「アル・アジフ」と「ネクロノミコン」は別物であり、後者はディー博士による新著であるという説を提唱している。作中では、ラヴクラフトの『魔宴』におけるネクロノミコンからの引用文をアレンジした文章が、アル＝アジフからの引用という態で登場する。作品タイトルの『悪魔と結びし者の魂』は、『魔宴』に登場するフレーズである。

## 収録
- KADOKAWAエンターブレイン『クトゥルーの子供たち』森瀬繚、立花圭一訳